# Spiropagurus spinosicarpis
Spiropagurus spinosicarpis is een tienpotigensoort uit de familie van de Paguridae. De wetenschappelijke naam van de soort is voor het eerst geldig gepubliceerd in 1905 door Alcock.